# Ocupación de Lituania por la Alemania nazi
La ocupación de Lituania por la Alemania nazi duró desde la invasión alemana de la Unión Soviética el 22 de junio de 1941 hasta el final de la batalla de Memel el 28 de enero de 1945. Al principio, los alemanes fueron recibidos como libertadores del represivo régimen soviético que ocupó Lituania antes de la llegada de los alemanes. Con la esperanza de restablecer la independencia o recuperar algo de autonomía, los lituanos organizaron su gobierno provisional. Pronto, las actitudes lituanas hacia los alemanes se transformaron en resistencia pasiva.

## Antecedentes
Más información: Pacto Ribbentrop-Mólotov, Ocupación de las repúblicas bálticas y Sovietización de los Estados bálticos

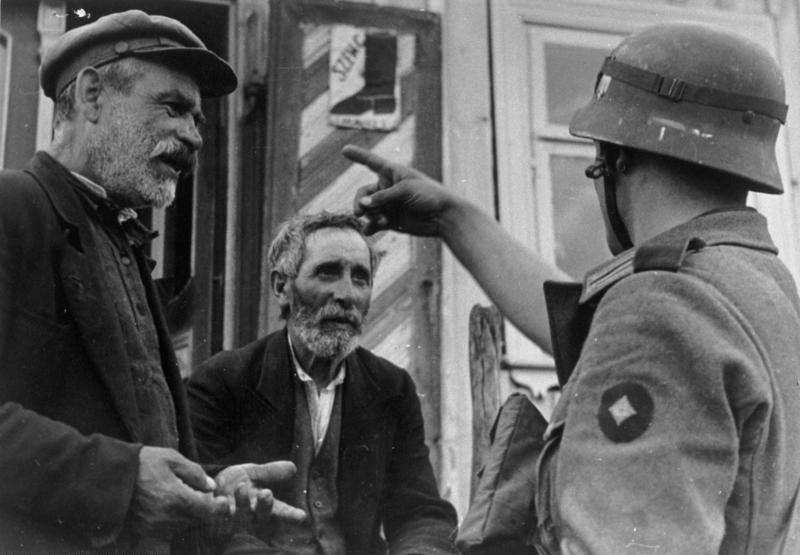
Judíos lituanos y un soldado alemán de la Wehrmacht durante el Holocausto en Lituania (24 de junio de 1941).

Varios cambios territoriales de Lituania 1939-1941.

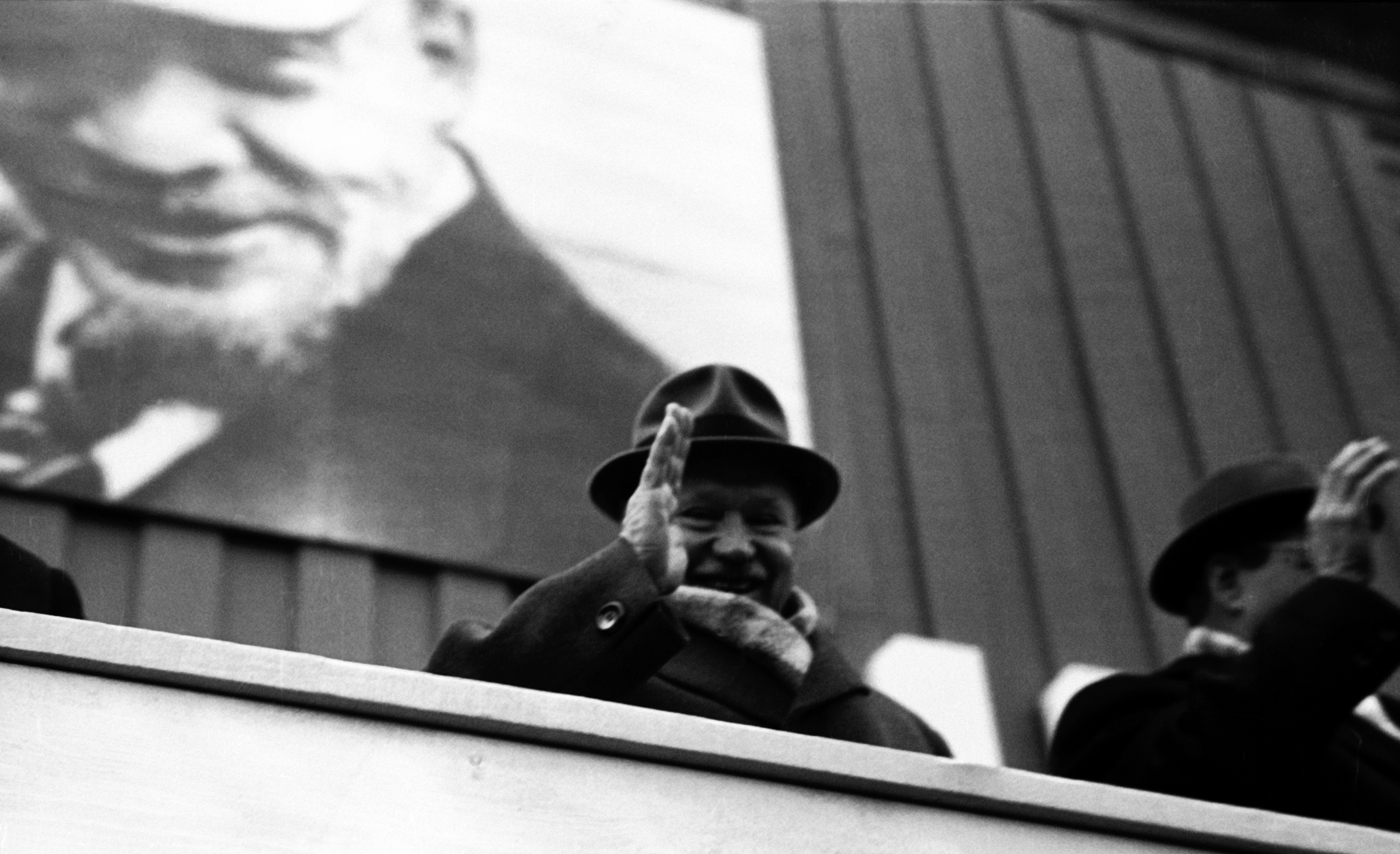
El líder del Partido Comunista de Lituania, Antanas Sniečkus, inició las primeras deportaciones masivas de lituanos en junio de 1941.

En agosto de 1939, la Unión Soviética y la Alemania nazi firmaron el Pacto de no agresión germano-soviético y su Protocolo adicional secreto, dividiendo Europa Central y Oriental en esferas de influencia. Lituania se asignó inicialmente a la esfera alemana, probablemente debido a su dependencia económica del comercio alemán. Después del ultimátum de marzo de 1939 sobre la región de Klaipėda, Alemania representó el 75% de las exportaciones lituanas y el 86% de sus importaciones. Para solidificar su influencia, Alemania sugirió una alianza militar germano-lituana contra Polonia y prometió devolver la región de Vilna, pero Lituania mantuvo su política de estricta neutralidad. Cuando Alemania invadió Polonia en septiembre de 1939, la Wehrmacht tomó el control del voivodato de Lublin y del voivodato de Varsovia, que estaban en la esfera de influencia soviética. Para compensar a la Unión Soviética por esta pérdida, un protocolo secreto del tratado entre Alemania y la Unión Soviética transfería Lituania a la esfera de influencia soviética, lo que serviría de justificación para que la Unión Soviética ocupara Lituania el 15 de junio de 1940 y para establecer la RSS de Lituania.
Casi inmediatamente después del tratado entre Alemania y la Unión Soviética, los soviéticos presionaron a los lituanos para que firmaran el Tratado lituano-soviético de asistencia mutua. Según este tratado, Lituania ganó aproximadamente 6.880 kilómetros cuadrados de territorio en la región de Vilna (incluida Vilna, la capital histórica de Lituania) a cambio de cinco bases militares soviéticas en Lituania (un total de 20.000 soldados). Los territorios que Lituania recibió de la Unión Soviética fueron los antiguos territorios de la Segunda República Polaca, disputados entre Polonia y Lituania desde los tiempos de la guerra polaco-lituana de 1920 y ocupados por la Unión Soviética tras la invasión soviética de Polonia en septiembre de 1939. El Tratado soviético-lituano fue descrito por The New York Times como un "sacrificio virtual de la independencia". Se propusieron pactos similares a Letonia, Estonia y Finlandia. Finlandia fue el único estado que rechazó tal tratado y eso provocó la guerra de Invierno. Esta guerra retrasó la ocupación de Lituania: los soviéticos no interfirieron en los asuntos internos de Lituania y los soldados rusos permanecieron en sus bases. Cuando la guerra de Invierno terminó en marzo y Alemania avanzaba rápidamente por Francia, los soviéticos intensificaron la retórica antilituana y acusaron a los lituanos de secuestrar a soldados soviéticos de sus bases. A pesar de los intentos lituanos de negociar, la Unión Soviética emitió un ultimátum el 14 de junio de 1940. Los lituanos aceptaron el ultimátum y los militares soviéticos tomaron el control de las principales ciudades el 15 de junio. Al día siguiente, se emitieron ultimátums idénticos a Letonia y Estonia. Para legitimar la ocupación, los soviéticos organizaron elecciones al llamado Seimas Popular, que luego proclamó el establecimiento de la República Socialista Soviética de Lituania. Esto permitió a la propaganda soviética afirmar que Lituania se iba a unir voluntariamente a la Unión Soviética.

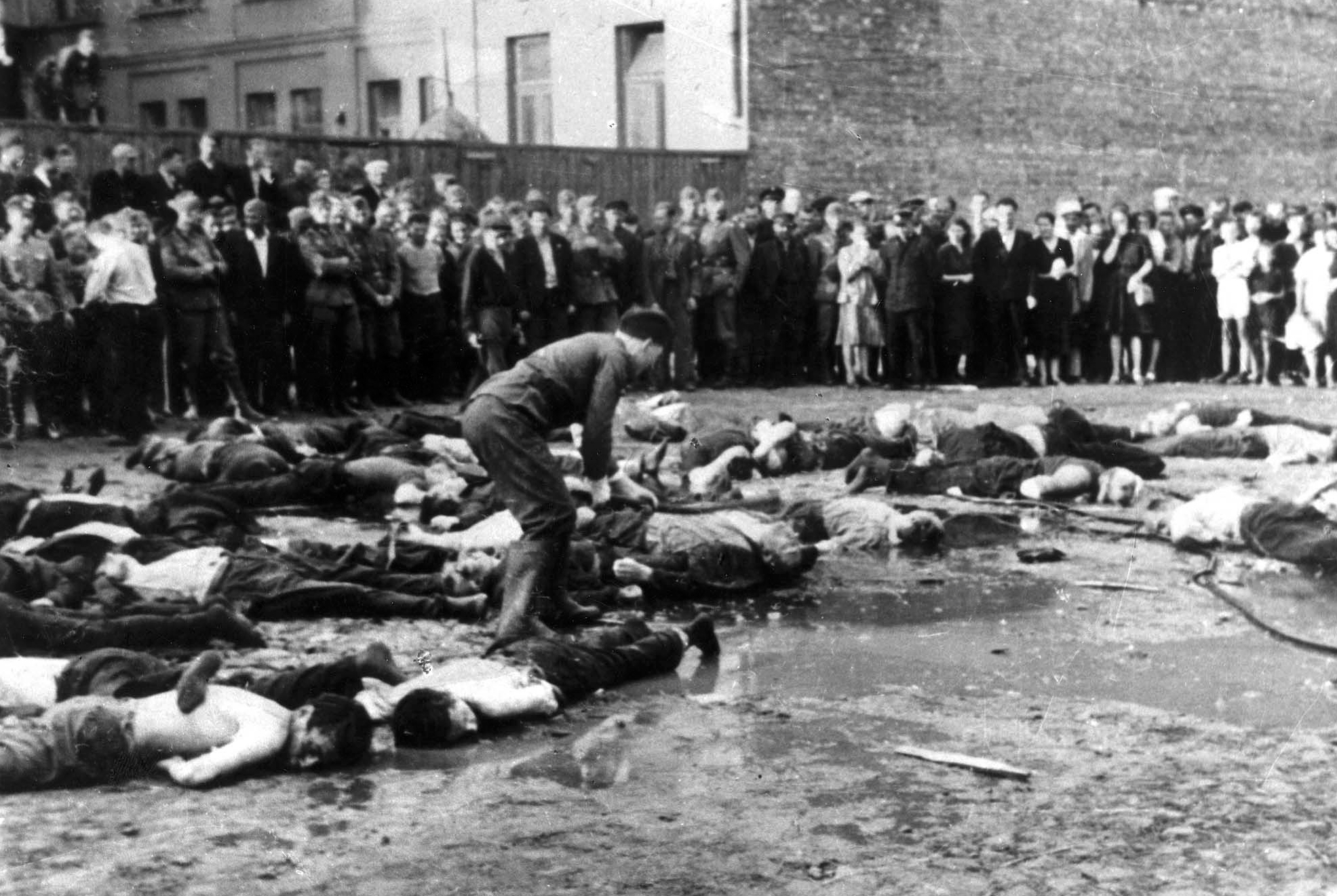
Pogrom de Kaunas en la Lituania ocupada por los alemanes, junio de 1941. Fotografía atribuida a Wilhelm Gunsilius.

Poco después de que comenzara la ocupación, se implementaron políticas de sovietización. El 1 de julio, se cerraron todas las organizaciones políticas, culturales y religiosas, y solo se permitió la existencia del Partido Comunista de Lituania y su rama juvenil. Se nacionalizaron todos los bancos (incluidas todas las cuentas superiores a 1.000 litas), inmuebles de más de 170 metros cuadrados, empresas privadas con más de 20 trabajadores o más de 150.000 litas de ingresos brutos. Esta interrupción en la gestión y las operaciones provocó una fuerte caída en la producción. Los soldados y funcionarios rusos estaban ansiosos por gastar sus apreciados rublos y provocaron una escasez masiva de bienes. Para convertir a los pequeños campesinos en contra de los grandes terratenientes, no se introdujo la colectivización en Lituania. Se nacionalizó toda la tierra, se redujeron las fincas a 30 hectáreas y se distribuyó tierra adicional (5.750 km2) a los pequeños agricultores. En preparación para la eventual colectivización, se promulgaron nuevos impuestos entre el 30% y el 50% de la producción agrícola. La litas lituana se depreció artificialmente a 3-4 veces su valor real y fue retirada en marzo de 1941. Antes de las elecciones al Parlamento Popular, los soviéticos arrestaron a unos 2.000 destacados activistas políticos. Estos arrestos paralizaron cualquier intento de crear grupos antisoviéticos. Se estima que 12.000 fueron encarcelados como "enemigos del pueblo". Cuando los agricultores no pudieron hacer frente a nuevos y exorbitantes impuestos, unos 1.100 de los grandes agricultores fueron sometidos a juicio. Del 14 al 18 de junio de 1941, menos de una semana antes de la invasión nazi, unos 17.000 lituanos fueron deportados a Siberia, donde muchos perecieron debido a condiciones de vida inhumanas (ver deportaciones de junio). Algunos de los muchos presos políticos fueron masacrados por el Ejército Rojo en retirada. Estas persecuciones fueron clave para solicitar apoyo a los nazis.

## Invasión alemana y levantamiento lituano
Artículo principal: Operación Barbarroja y Levantamiento de junio en Lituania
El 22 de junio de 1941, el territorio de la República Socialista Soviética de Lituania fue invadido por dos grupos de ejércitos alemanes que avanzaban: el Grupo de Ejércitos Norte, que se apoderó del oeste y el norte de Lituania, y el Grupo de Ejércitos Centro, que se apoderó de la mayor parte de la Región de Vilna. Los primeros ataques los llevó a cabo la Luftwaffe contra ciudades lituanas y se cobraron la vida de unos 4.000 civiles. La mayoría de los aviones rusos fueron destruidos en tierra. Los alemanes avanzaron rápidamente, encontrando solo una resistencia esporádica de los soviéticos y la ayuda de los lituanos, que los veían como liberadores y esperaban que los alemanes restablecieran su independencia o al menos su autonomía.
Los lituanos tomaron las armas en una revuelta antisoviética y a favor de la independencia. Grupos de hombres se organizaron espontáneamente y tomaron el control de puntos estratégicos (como ferrocarriles, puentes, equipos de comunicación, almacenes de alimentos y equipos) protegiéndolos de un posible sabotaje soviético. Kaunas fue tomada por los rebeldes del Frente Activista Lituano (LAF). Kazys Škirpa, líder del LAF, se había estado preparando para el levantamiento desde al menos marzo de 1941. Los activistas proclamaron la independencia de Lituania y establecieron un Gobierno Provisional el 23 de junio. Vilna fue tomada por soldados del 29.º Cuerpo Territorial de Lituania, exsoldados del Ejército independiente de Lituania, que habían desertado del Ejército Rojo. Surgieron grupos más pequeños y menos organizados en otras ciudades y en el campo.
La batalla de Raseiniai comenzó el 23 de junio cuando los soviéticos intentaron montar un contraataque, reforzado por tanques, pero fueron fuertemente derrotados para el 27. Se estima que el levantamiento involucró a entre 16.000 y 30.000 personas y se cobró la vida de unos 600 lituanos y 5.000 partidarios de la URSS. El 24 de junio, los alemanes entraron en Kaunas y Vilna sin luchar. En una semana, los alemanes habían sufrido 3.362 bajas pero controlaban todo el país.

## Ocupación alemana

### Administración

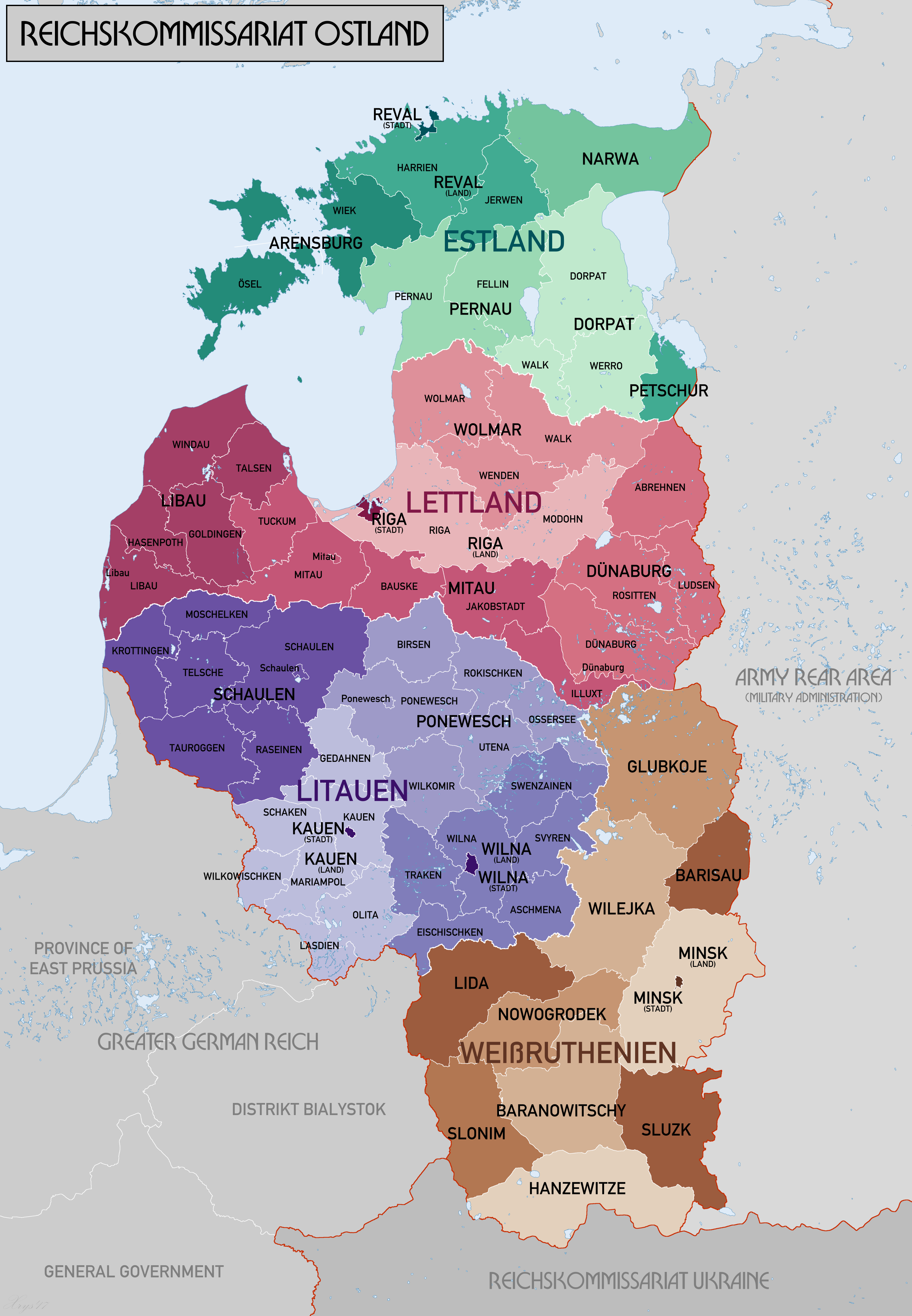
Mapa administrativo del Reichskommissariat Ostland.

Durante los primeros días de la guerra, la administración militar alemana, principalmente preocupada por la seguridad de la región, toleró los intentos lituanos de establecer sus propias instituciones administrativas y dejó una serie de cuestiones civiles a los lituanos. El Gobierno Provisional de Kaunas intentó establecer la independencia proclamada de Lituania y deshacer el daño del régimen soviético de un año. Durante las seis semanas de su existencia, el gobierno promulgó alrededor de 100 leyes y decretos, pero en gran parte no se hicieron cumplir. Sus políticas pueden describirse como antisoviéticas y antisemitas. El Gobierno organizó fuerzas voluntarias, conocidas como Tautinio Darbo Apsaugos Batalionas (TDA), para que sirvieran de base para el restablecido ejército lituano, aunque estos pronto fueron empleados por el Einsatzkommando 3 y el Rollkommando Hamann para ejecuciones masivas de judíos lituanos en el Fuerte Noveno. En ese momento, unidades rebeldes lideradas por el infame Algirdas Klimaitis arrasaron la ciudad y los alrededores.
Los alemanes no reconocieron al gobierno lituano y, a finales de julio, formaron su propia administración civil: el Reichskommissariat Ostland, que se dividió en cuatro Generalbezirk. Adrian von Renteln se convirtió en el comandante del Generalbezirk Litauen y asumió todas las funciones gubernamentales. El Gobierno Provisional dimitió el 5 de agosto; algunos de sus ministros se convirtieron en asesores generales (en lituano: Generalinis Tarėjas) a cargo del autogobierno local. Los alemanes no tenían suficiente mano de obra para dotar de personal a la administración local; por lo tanto, la mayoría de las oficinas locales estaban encabezadas por lituanos. Las decisiones políticas serían tomadas por alemanes de alto rango y, de hecho, implementadas por lituanos de bajo rango. Los Asesores Generales eran en su mayoría una institución de cabezas de turco a la que los alemanes solían culpar por las decisiones impopulares. Tres de los asesores dimitieron a los pocos meses, otros cuatro fueron deportados al campo de concentración de Stutthof cuando protestaron contra varias políticas alemanas. En general, el autogobierno local estaba bastante desarrollado en Lituania y ayudó a sabotear u obstaculizar varias iniciativas alemanas, incluida la creación de una unidad de las Waffen-SS o el suministro de hombres para trabajos forzados en Alemania.

### El Holocausto
Artículo principal: Holocausto en Lituania

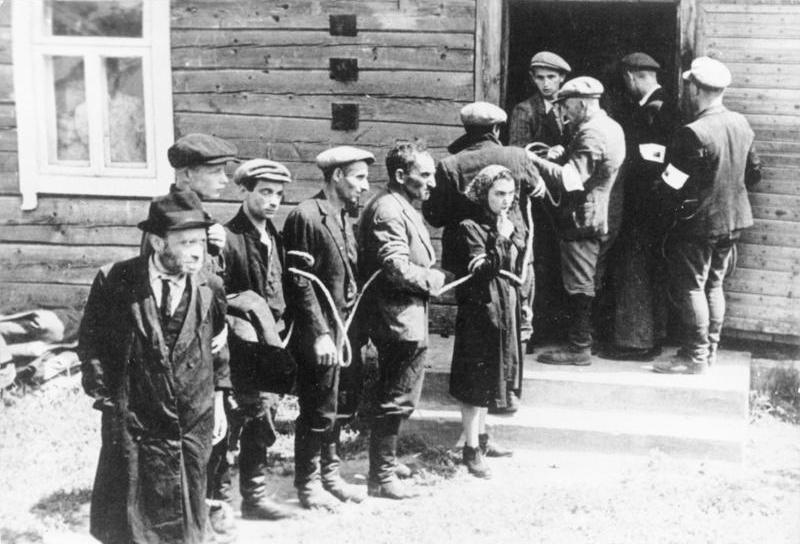
Colaboradores lituanos (con brazaletes blancos) arrestando a los judíos en julio de 1941.

Antes del Holocausto, Lituania era el hogar de unos 210.000 o 250.000 judíos y era uno de los mayores centros de teología, filosofía y aprendizaje judíos que precedieron incluso a los tiempos del Gaón de Vilna. El Holocausto en Lituania se puede dividir en tres etapas: ejecuciones en masa (junio-diciembre de 1941), período del gueto (1942 - marzo de 1943) y liquidación final (abril de 1943 - julio de 1944).
A diferencia de otros países ocupados por los nazis donde el Holocausto se ejecutó gradualmente (primero limitando los derechos civiles de los judíos, luego concentrando a los judíos en guetos y solo luego ejecutándolos en campos de exterminio), las ejecuciones en Lituania comenzaron en los primeros días de la guerra. El Einsatzkommando A entró en Lituania un día después de la invasión de la Wehrmacht para fomentar la autolimpieza. Según documentos alemanes, del 25 al 26 de junio de 1941, "unos 1.500 judíos fueron eliminados por colaboracionistas lituanos. Muchas sinagogas judías fueron incendiadas; en las noches siguientes, otros 2.300 fueron asesinados". Los asesinatos proporcionaron una justificación para arrestar a los judíos y ponerlos en guetos para "protegerlos", donde en diciembre de 1941 en Kaunas, quedaban 15.000, 22.000 habían sido ejecutados. Las ejecuciones se llevaron a cabo en tres grupos principales: en Kaunas (Fuerte Noveno), en Vilna (masacre de Paneriai) y en el campo (Rollkommando Hamann). En Lituania, para el 1 de diciembre de 1941, más de 120.000 judíos lituanos habían sido asesinados. Se estima que el 80% de los judíos lituanos fueron asesinados antes de 1942, muchos por o con la participación activa de los lituanos en unidades, como los Batallones de Policía.
Los 43.000 judíos supervivientes se concentraron en los guetos de Vilna, Kaunas, Šiauliai y Švenčionys y se vieron obligados a trabajar en beneficio de la industria militar alemana. El 21 de junio de 1943, Heinrich Himmler emitió una orden para liquidar todos los guetos y trasladar a los judíos restantes a campos de concentración. El gueto de Vilna fue liquidado, mientras que los de Kaunas y Šiauliai se convirtieron en campos de concentración y sobrevivieron hasta julio de 1944. Los judíos restantes fueron enviados a campos en Stutthof, Dachau, Auschwitz. Sólo alrededor de 2.000 a 3.000 de los judíos lituanos fueron liberados de estos campos. Otros sobrevivieron huyendo al interior de Rusia antes de que estallara la guerra o escapando de los guetos y uniéndose a los partisanos judíos.
La tasa de genocidio de judíos en Lituania, hasta el 95-97%, fue una de las más altas de Europa. Esto se debió principalmente, con pocas excepciones notables, a la amplia cooperación de Lituania con las autoridades alemanas. Los judíos fueron ampliamente culpados por el régimen soviético anterior (véase judeo-bolchevismo) y estaban resentidos por dar la bienvenida a las tropas soviéticas. La propaganda nazi explotó el sentimiento antisoviético y aumentó el antisemitismo tradicional ya existente.

### Colaboración

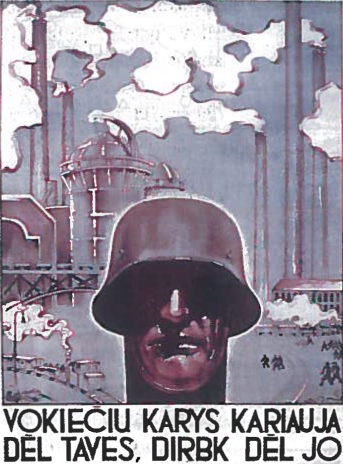
Propaganda nazi en Lituania con texto en lituano: "El soldado alemán está luchando por ti, trabaja para él".

Los lituanos formaron varias unidades que ayudaron activamente a los alemanes:
- Policía Auxiliar Lituana: 35 batallones con 21.000 hombres.
- Batallones de Construcción lituanos: 5 batallones con 3000 hombres.
- Fuerza de Defensa Territorial Lituana: 19.000 a 30.000 hombres.
- Unidades de autodefensa: 3.000 hombres.
- Kampfgruppe Mäder - 6000 hombres.
- Litauische Freiwilligen-Infanterie-Regimenter - 3 regimientos con 6.000 hombres.

Diez de los batallones de policía lituanos, que trabajaban con el Einsatzkommando, participaron en asesinatos en masa y se cree que ejecutaron a 78.000 personas.
Se pidió a muchos miembros de las unidades de construcción lituanas que se unieran a las Waffen-SS, de los cuales hasta el 40% finalmente lo hizo, aunque nunca se formó una unidad nacional lituana bajo las Waffen-SS, y todos los voluntarios sirvieron de manera individual.

### Resistencia

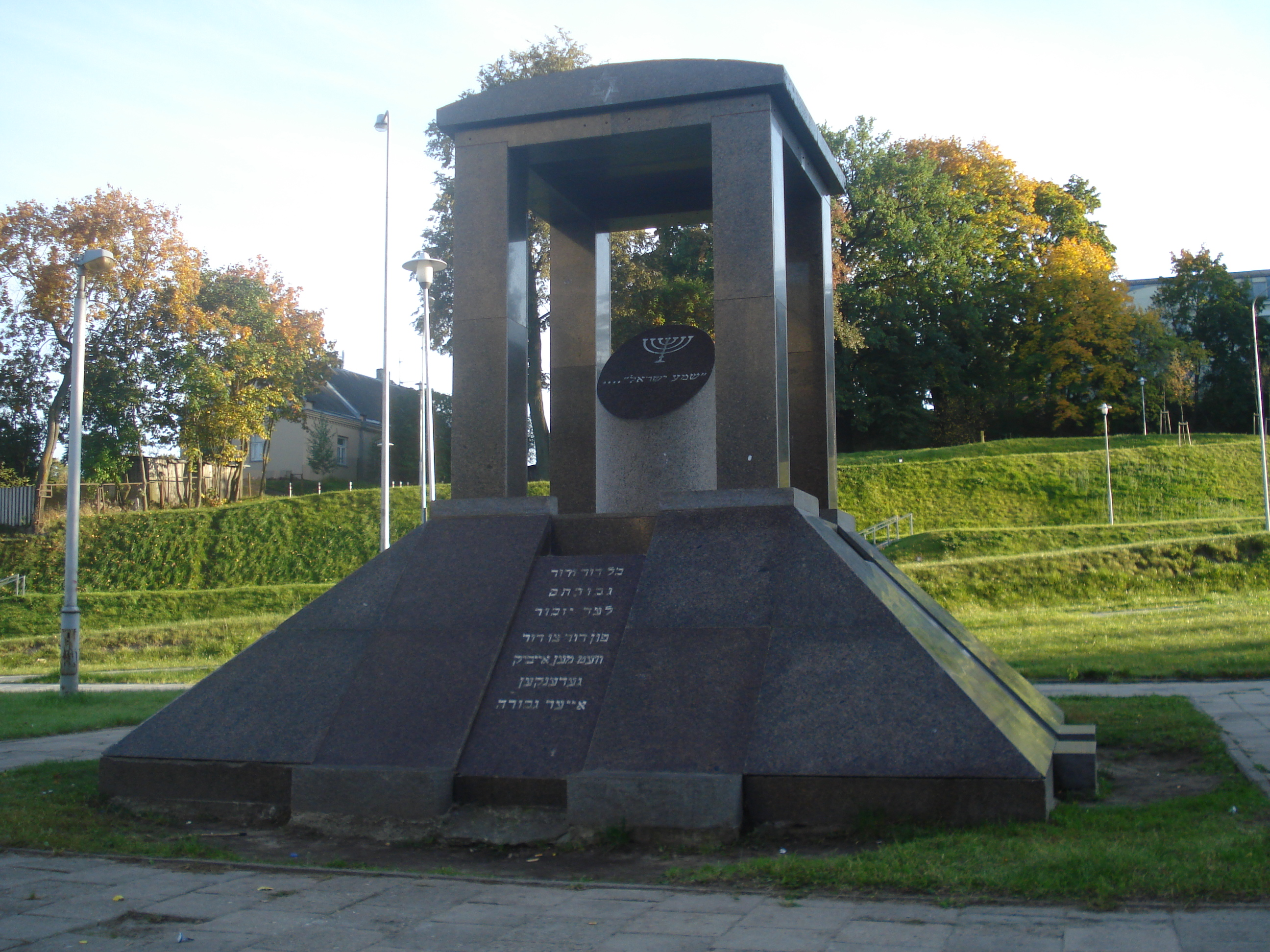
Un memorial del Holocausto cerca del sitio del campo de trabajos forzados HKP 562 en la calle Subačiaus, Vilna.

La mayor parte de la resistencia contra los nazis en Lituania provino de los partisanos polacos y los partisanos soviéticos. Ambos comenzaron operaciones de sabotaje y guerrilla contra las fuerzas alemanas inmediatamente después de la invasión nazi de 1941. La organización de resistencia polaca más importante en Lituania fue, como en el resto de la Polonia ocupada, el Ejército Nacional (Armia Krajowa). El comandante polaco de la región de Wilno (Vilna) fue Aleksander Krzyżanowski.
Las actividades de los partisanos soviéticos en Lituania fueron coordinadas en parte por el Mando del Movimiento Partisano Lituano encabezado por Antanas Sniečkus y en parte por el Mando Central del Movimiento Partisano de la URSS.
Los partisanos judíos de Lituania también lucharon contra la ocupación nazi. En septiembre de 1943, la Organización Partisana Unida, dirigida por Abba Kovner, intentó iniciar un levantamiento en el gueto de Vilna y luego se involucró en operaciones de sabotaje y guerrilla contra la ocupación nazi. En julio de 1944, como parte de su Operación Tempestad, el Ejército Nacional polaco lanzó la Operación Ostra Brama en un intento de reconquistar esa ciudad. Lituania continuó en el exilio, según las embajadas en Estados Unidos y Reino Unido.
No hubo una resistencia violenta significativa dirigida contra los nazis provenientes de la sociedad lituana. En 1943, varios grupos políticos clandestinos se unieron bajo el Comité Supremo para la Liberación de Lituania (Vyriausias Lietuvos išlaisvinimo komitetas o VLIK). Se volvió principalmente activo fuera de Lituania entre emigrantes y deportados, y pudo establecer contactos en países occidentales y obtener apoyo para operaciones de resistencia dentro de Lituania (véase Operación Jungla). Persistiría en el extranjero durante muchos años como uno de los grupos que representan a Lituania en el exilio.
En 1943, los nazis intentaron movilizar una división Waffen-SS con la población local como lo habían hecho en muchos otros países, pero debido a la coordinación generalizada entre los grupos de resistencia, la movilización fue boicoteada. La Fuerza de Defensa Territorial Lituana (Lietuvos vietinė rinktinė) se formó finalmente en 1944 bajo el mando de Lituania, pero fue disuelta por los nazis sólo unos meses después por negarse a subordinarse a su mando. En particular, las relaciones entre lituanos y polacos eran malas. Las tensiones anteriores a la guerra en la región de Vilna dieron lugar a una pequeña guerra civil entre polacos y lituanos. Las unidades lituanas apoyadas por los nazis, principalmente la Policía de Seguridad, estaban activas en la región y ayudaron a los alemanes a reprimir a la población polaca. En otoño de 1943, el Armia Krajowa inició operaciones de represalia contra las unidades lituanas y mató a cientos de policías, en su mayoría lituanos y otros colaboradores durante la primera mitad de 1944. El conflicto culminó con las masacres de civiles polacos y lituanos en junio de 1944 en Glitiškės (Glinciszki) y pueblos de Dubingiai (Dubinki).

## Reocupación soviética de 1944
La Unión Soviética volvió a ocupar Lituania como parte de la Ofensiva del Báltico en 1944, una operación político-militar doble para derrotar a las fuerzas alemanas y "liberar a los pueblos bálticos soviéticos" a partir del verano de 1944.

## Pérdidas demográficas
Lituania sufrió pérdidas significativas durante la Segunda Guerra Mundial y la primera década de la posguerra. Los historiadores intentaron cuantificar las pérdidas y los cambios de población, pero su tarea se complica por la falta de datos precisos y fiables. No hubo censos entre el censo de 1923 en Lituania, cuando Lituania tenía 2.028.971 habitantes, y el censo soviético de 1959, cuando Lituania tenía 2.711.400 habitantes. Varios autores, aunque ofrecen diferentes desgloses, coinciden en general en que las pérdidas de población entre 1940 y 1953 fueron de más de un millón de personas o un tercio de la población de antes de la guerra. Este número tiene tres componentes principales: víctimas del Holocausto, víctimas de la represión soviética y refugiados o repatriados.
| Periodo                                                     | Vaitiekūnas (2006) | Truska (2005) | Damušis (1990) | Zundė (1964) |
| ----------------------------------------------------------- | ------------------ | ------------- | -------------- | ------------ |
| Primera ocupación soviética (junio de 1940 - junio de 1941) | 161.000            | 76.000        | 135.600        | 93.200       |
| Ocupación nazi (junio de 1941 - enero de 1945)              | 464.600            | 504.000       | 330.000        | 373.800      |
| ⇨ Asesinados durante el Holocausto                          | 200.000            | 200.000       | 165.000        | 170.000      |
| ⇨ Refugiados de guerra de la región de Klaipėda             | 150.000            | 140.000       | 120.000        | 105.000      |
| ⇨ Refugiados de guerra de Lituania                          | 60.000             | 64.000        | 120.000        | 60.000       |
| ⇨ Otros                                                     | 54.600             | 100.000       | 45.000         | 38.800       |
| Segunda ocupación soviética (enero de 1945-1953)            | 530.000            | 486.000       | 656.800        | 530.000      |
| Total                                                       | 1.155.600          | 1.066.000     | 1.122.600      | 997.000      |